# Менчикури
Менчику́ри — село в Україні, у Мелітопольському районі Запорізької області. Входить до складу Веселівської селищної громади. Населення становить 1527 осіб. Колишній орган місцевого самоврядування — Менчикурівська сільська рада.

## Географія
Село Менчикури знаходиться на відстані 1,5 км від села Ясна Поляна та за 5 км від села Гаврилівка. Через село проходить автомобільна дорога Т 0805.
Розташоване за 12 км на північний захід від центру громади і за 10 км від найближчої
залізничної станції Нововесела. У селі є вулиці: Вишнева, Гагаріна, імені Івана Франка, Лесі Українки, Озерна, Партизанська, Першотравнева, Піонерська, Пушкіна, Садова та Шевченка.

## Історія
Засноване село 1827 року переселенцями з Молдавії та села Малої Білозерки Мелітопольського повіту Таврійської губернії.
Станом на 1886 рік в селі Веселівської волості Мелітопольського повіту Таврійської губернії мешкало 1535 осіб, налічувалось 187 дворів, існували православна церква, школа, 2 лавка, відбувався базар по четвергах.
7 (20) листопада 1917 року, відповідно до Третього Універсалу Української Центральної Ради, увійшло до складу Української Народної Республіки.
У часи колективізації в селі було створено артіль «Прогрес». У протоколах засідання Білозірського райпарткому зазначається, що протягом 1932 року хлібозаготівля була здійснена лише на 49,6 % (загалом у Менчикурівській сільраді, до якої також входить село Піскошине). Відтак почалися додаткові репресії. Село постраждало від Голодомору 1932—1933 років, організованого радянським урядом з метою винищення місцевого українського населення. Кількість встановлених жертв згідно з даними Державного архіву Запорізької області — 50 осіб.
У 1962—1965 роках належало до Михайлівського району Запорізької області, відтак у складі Веселівського району.
15 листопада 2015 року преосвященний Фотій, єпископ Запорізький і Мелітопольський, у Менчикурах звершив чин освячення новозбудованого храму Апостола і євангеліста Іоана Богослова.
12 червня 2020 року, відповідно до розпорядження Кабінету Міністрів України № 713-р «Про визначення адміністративних центрів та затвердження територій територіальних громад Запорізької області», увійшло до складу Веселівської селищної громади.
19 липня 2020 року, в результаті адміністративно-територіальної реформи та ліквідації  Веселівського району увійшло до складу новоутвореного Мелітопольського району.

## Населення
Згідно з переписом УРСР 1989 року чисельність наявного населення села становила 1584 особи, з яких 743 чоловіки та 841 жінка.
За переписом населення України 2001 року в селі мешкало 1514 осіб.

### Мова
Розподіл населення за рідною мовою за даними перепису 2001 року:
| Мова       | Відсоток |
| ---------- | -------- |
| українська | 88,67 %  |
| російська  | 9,30 %   |
| вірменська | 1,51 %   |
| білоруська | 0,13 %   |
| молдовська | 0,07 %   |
| інші       | 0,32 %   |

## Релігія
У селі є парафія та храм святого апостола Івана Богослова, що належать до Веселівського благочиння Запорізької єпархії Православної Церкви України.

## Економіка
- «Ентузіаст», ТОВ.

## Освіта та культура
У селі є школа та 2 дитячих садочки.
Також є клуб і будинок культури.

## Охорона здоров'я
У селі є фельдшерсько-акушерський пункт.

## Пам'ятки
На околицях села розкопаний курган Довга могила, виявлені 33 поховання епохи бронзи (II тисячоліття до н. е.)

## Відомі люди
- Петренко Іван Петрович — Герой Соціалістичної Праці, депутат Верховної Ради УРСР 9-10-го скликання.